# Armin Heidegger
Armin Heidegger (* 3. Dezember 1970 in Vaduz) ist ein ehemaliger liechtensteinischer Fussballspieler.

## Karriere

### Verein
In seiner Jugend spielte Heidegger für den FC Triesen, bei dem er dann in den Herrenbereich befördert wurde. Später schloss er sich dem FC Triesenberg an, bevor er zum FC Triesen zurückkehrte. Seine nächste Station war der Hauptstadtklub FC Vaduz. Anschliessend unterschrieb er erneut einen Vertrag beim FC Triesenberg und danach beim FC Triesen. 1994 wechselte er zum USV Eschen-Mauren. In der Winterpause 1996 verliess er den Verein in Richtung FC Vaduz, mit dem er im selben Jahr Liechtensteiner Cupsieger wurde. Daraufhin ging er wieder zum FC Triesen, für den er dann bis zu seinem Karriereende aktiv war.

### Nationalmannschaft
Heidegger gab sein Länderspieldebüt in der liechtensteinischen Fussballnationalmannschaft am 12. Oktober 1994 beim 0:4 gegen Irland im Rahmen der Qualifikation zur Fussball-Europameisterschaft 1996. Insgesamt war er drei Mal für sein Heimatland im Einsatz.

## Erfolge
FC Vaduz
- Liechtensteiner Cupsieger: 1996